# Pedologisch instituut
Een pedologisch instituut (PI) of pedologisch centrum biedt hulp aan kinderen met ingewikkelde leer-, gedrags- of emotionele problemen. Kinderen van de basisschoolleeftijd worden behandeld door een instelling die gekoppeld is aan een universiteit. In Nederland zijn er zeven pedologische instituten. In principe volgen kinderen een dagbehandeling en gaan ze naar de aan het instituut verbonden school. Het daar aangeboden speciaal onderwijs wordt cluster 4-onderwijs of ZMOK-onderwijs (Zeer Moeilijk Opvoedbare Kinderen) genoemd. Overnachten in de instelling behoort wel tot de mogelijkheden. 
Er werken verschillende professionals, zoals pedagogen, psychologen, orthopedagogen, maatschappelijk werkenden en psychiaters, onderwijzers en orthopedagogisch medewerkers. 
Voor behandeling door een pedologisch instituut is een indicatie nodig van Bureau Jeugdzorg of de huisarts.   